# Strandgrundel
Die Strand- oder Schlammgrundel (Pomatoschistus microps) ist ein Meeresfisch, der an den Küsten des nordöstlichen Atlantik von Marokko und den Kanarischen Inseln über die Küsten der Britischen Inseln bis zur Nordsee und der Ostsee (nicht im Bottnischen Meerbusen) sowie im westlichen Mittelmeer vorkommt. 

## Merkmale
Strandgrundeln werden sechs bis maximal neun Zentimeter lang. Sie sind von braungrauer Farbe. Hauptmerkmale zur Unterscheidung von anderen Grundelarten sind ein dreieckiger, dunkler Fleck auf dem oberen Teil der Brustflossenbasis und ein schwarzer Fleck am Ende der ersten, hartstrahligen Rückenflosse. Die erste Rückenflosse wird von 6 bis 8 Flossenstrahlen gestützt, die zweite, durch eine Lücke getrennte Rückenflosse von 8 bis 11 Weichstrahlen. Die Afterflosse hat einen Hart- und 7 bis 10 Weichstrahlen. Die Anzahl der Wirbel beträgt 30 bis 32. Entlang der Seitenlinie befinden sich 39 bis 52 Schuppen. Der Rücken der Fische ist erst ab der Basis der ersten Rückenflosse beschuppt.

## Lebensweise
Strandgrundeln leben küstennah von der Wasseroberfläche bis in einer Tiefe von zwölf Metern. Sie bevorzugen Brackwasser, gehen aber auch in Süß- und Seewasser. Sie ernähren sich von kleinen Krebstieren, Würmern, Mückenlarven und Milben.

## Fortpflanzung
Strandgrundeln laichen im Sommer, die Eier werden unter Muschelschalen abgelegt. Die Brut wird bis zum Schlupf der Larven nach neun Tagen vom Männchen bewacht. Die Larven leben zunächst pelagisch im Freiwasser. Die Jungfische gehen bei einer Größe von 11 bis 12 Millimetern zum Bodenleben über. Bei einer Länge von circa 3,5 Zentimetern werden sie geschlechtsreif.